# چیس مسترسون
چیس مسترسون (انگلیسی: Chase Masterson؛ زادهٔ ۲۶ فوریهٔ ۱۹۶۳) یک خواننده و هنرپیشه اهل ایالات متحده آمریکا است. وی از سال ۱۹۹۳ میلادی تاکنون مشغول فعالیت بوده‌است.

## گزیده فیلمشناسی
از فیلم‌ها یا برنامه‌های تلویزیونی که وی در آن نقش داشته‌است می‌توان به آثار زیر اشاره کرد.
- بخش فوریت‌های پزشکی (مجموعه تلویزیونی) (1995)
- فلش (مجموعه تلویزیونی ۲۰۱۴) (2015)
- کتاب کمیک: فیلم (2004)